# Peter van de Witte
Peter van de Witte (Drachten, 20 juli 1975) vormt samen met Bas Hoeflaak het cabaretduo Droog Brood.   
Tijdens hun afstudeerjaar aan de kleinkunstacademie speelden zij samen mee in Miss Kaandorp - Brigitte de musical van Brigitte Kaandorp en Bert Klunder. Buiten Droog Brood is hij actief als componist en tekstschrijver. Hij schreef muziek voor  verschillende film- en theaterproducties voor onder anderen Paul de Leeuw, Jenny Arean & Wende Snijders en de korte film Naakt. Daarnaast schreef hij enkele toneelteksten voor voorstellingen in Bellevue Lunchtheater (Flysk (2000), Leeftijd (2004), Zonde (2005)). Ook schrijft hij muziek voor Verplichte Figuren, een musical van Alex Klaasen. Van de Witte schrijft ook regelmatig teksten en muziek voor het televisieprogramma Het Klokhuis.
Een van zijn bekendste rollen op televisie is als deel van de P.O.D.(elke aflevering een andere naam) bij het Sinterklaasjournaal. Ook was hij te zien in Het Sinterklaasjournaal: De Meezing Moevie als deel van de P.O.D.
In 2015 speelde hij de hoofdrol in de film De Grote Zwaen. In 2021 speelde hij de rol van vader van Nova in de speelfilm Captain Nova.
De door hem gecomponeerde muziek van het lied Gewoon Opnieuw, afkomstig uit de voorstelling Showponies II van Alex Klaasen, kreeg de Annie M.G. Schmidt-prijs 2019. In 2023 werd de Willem Wilminkprijs voor de muziek van het door Jurrian van Dongen geschreven lied Een soort van aan hem toegekend. In dat jaar won hij met Alex Klaasen opnieuw de Annie M.G. Schmidtprijs voor hun lied 152W96TH Street.

## Regie
- 2023 Rundfunk, Todesangstschrei
- 2022 Henry van Loon, Jannie de Showdog - De Keet B.V.
- 2021 Alex Ploeg, Ego - Breijwerk
- 2021 Jasper van der Veen, Het dreigt volslagen goed te komen - De Keet B.V.
- 2020 Beter ga je beginnen te begrijpen je geld - NTR
- 2020 Hadewych doet de dames - Hadewych Minis
- 2020 Rundfunk, Wachtstumsschmerzen - MORE Theater Producties, Senf Theaterpartners
- 2019 Voorlopig voor Altijd - Hekwerk
- 2019 Marvellous (musical) - Bos Theaterproducties

## Compositie
- 2022 Kruimeltje, REP Entertainment
- 2021 Henry van Loon, Amazon StandUp Special
- 2021 Alex Ploeg, Ego
- 2021 Simone Kleinsma, Verder
- 2019 Voorlopig voor Altijd, Martine Sandifort, Remko Vrijdag
- 2019 Marvellous, Bos Theaterproducties
- 2019 Showponies 2, MORE Theater Producties
- 2019 Repelsteeltje, Theater Rotterdam
- 2019 Dolfje Weerwolfje en Foeksia de miniheks, REP Entertainment
- 2018 Showponies, Kemna Theater, Senf Theaterpartners